# ابن خلال
یوسف بن محمّد بن حسین شهرت‌یافته به ابن خَلّال و لقب‌گرفته به موفق‌الدین (؟ - ۱۱۷۱م) رئیس دیوان انشای فاطمی (۵۴۰ تا ۵۸۰ق)، کاتب و شاعر مصری بود.